# 月令
月令是上古華夏一種文章體裁，按照一個12個月的時令，記述政府的祭祀禮儀、職務、法令、禁令，並把它們歸納在五行相生的系統中，現存《禮記》中有一篇《月令》之外，還有《逸周書》中的一篇《月令》，惟後者已佚失。《吕氏春秋》"十二纪"之首篇与《礼记·月令》文字幾乎相同。
《禮記·月令》或為戰國時作品，“其中多杂秦制，又博采战国杂家之说”，如《月令》有大尉之官，周无而秦有之。有人認為是兩漢人雜湊撰集的一部儒家書。民間《四民月令》則是參照該體裁所撰的農業作品。